# 北山一揆
北山一揆（きたやまいっき）とは、天正・慶長年間に都合二度蜂起した奥熊野（牟婁郡東部）の地侍を中心とした一揆である。

## 天正の一揆
天正14年（1586年）8月、奥熊野の地侍たちが蜂起した。蜂起の原因としては太閤検地への反発が挙げられるが、確実ではない。
紀伊の領主であった羽柴秀長は、8月28日自ら紀伊へ出陣して討伐に当たった。9月9日の合戦では多くの戦死者を出し、同14日には秀長重臣の伊藤掃部助が配下の兵もろとも討死するなど、羽柴方の犠牲も少なくなかったが、9月23日までにはほぼ制圧した。だが大雪のため、一揆衆への処罰は中途半端なものにとどまった。一揆衆は降伏して赦免を乞うたが、秀長はこれを許さず徹底的に成敗すべく翌年の出兵を命じる。翌天正16年（1588年）には一揆鎮圧の拠点として藤堂高虎が赤木城（現熊野市紀和町）を築城し、九州征伐のため延期されていた懲罰出兵は9月に吉川平介・同三蔵を派遣して行われた。翌17年（1589年）5月には高虎によって多数の農民が田平子峠で斬首された。
この一揆鎮圧では紀伊湊の領主である吉川平介が活躍し、熊野地方の統治にも深く関わった。平介は懲罰出兵さなかの天正16年12月に秀長の命令で熊野の木材2万余本を伐採して大坂で販売したが、この時熊野統治において不正を働き私腹を肥やしていたことが発覚して、激怒した豊臣秀吉によって大和西大寺で処刑され、首は洛中にさらされた。秀吉の怒りは弟の秀長にも向けられ、秀長は詫びを入れたが容易に許されなかったという。当時畿内は建築ブームだったため、熊野の良質の木材は高く売れ、秀長も相当の利益を上げていたようである。

## 慶長の一揆
慶長19年（1614年）12月、浅野長晟の統治（特に慶長検地に伴う家改め（戸籍による身分確定））に不満を持つ北山の地侍・山伏(大峰山の修験者)らが、大坂冬の陣に際して新宮の領主浅野忠吉が出陣し、浅野氏の兵力が手薄になったのを機に蜂起した。三千余の一揆勢は南下して新宮城を攻めようとして成川深谷（現三重県紀宝町）まで進軍したが、城代家老の戸田六左衛門による鮒田衆の懐柔により、渡河を阻止された。そのため一揆勢は熊野川の渡河手段がないまま新宮対岸の鮒田村に布陣した。反対に沿海部の領民は新宮の浅野勢に味方し、浅野勢は熊野川を渡って一揆勢に反撃し、一揆勢を敗退させた。
大坂冬の陣が和睦で決着すると、浅野氏は幕府の指示に従って一揆の鎮圧に全力を傾ける。浅野忠吉は急遽新宮へ戻り、浅野勢が奥熊野へ侵攻した。蜂起から20日足らずで、一揆勢は大沼村（現北山村）の戦いで潰滅した。翌慶長20年（1615年）1月には残党狩りが行われ、田平子峠（現三重県熊野市・旧紀和町）で処刑が行われたという。処刑者は363名を数えた。
浅野側は、慶長の北山一揆と、慶長20年4月に起こる日高・有田・名草郡の一揆（紀州一揆）を合わせて紀伊国一揆と称した。